# Défilé du Jour de la Victoire 1945
Le défilé du jour de la Victoire de Moscou de 1945 (en russe : Парад Победы, romanisé : Parad Pobedy), aussi connu sous le nom de Défilé des Vainqueurs (en russe : Парад победителей, romanisé : Parad pobediteley), était un défilé de victoire organisé par les forces armées soviétiques (la compagnie de la Garde d'honneur représentant la Première Armée polonaise) après la défaite de l'Allemagne nazie. Ce défilé, le plus long et le plus important jamais organisé sur la Place Rouge de Moscou, a rassemblé 40 000 soldats de l'Armée rouge et 1 850 véhicules et autres matériels militaires. Il a duré un peu plus de deux heures par un 24 juin 1945 pluvieux, plus d'un mois après le 9 mai, jour de la capitulation de l'Allemagne face aux commandants soviétiques.

## Mise en place

### Ordres
Le défilé a été ordonné par Joseph Staline le 22 juin 1945, en vertu de l'Ordre n° 370 du Bureau du Commandant en chef suprême des forces armées de l'URSS. Cet ordre est le suivant :
Ordre n° 370 du Commandant en chef suprême des forces armées de l'URSS et Commissaire d'État du peuple à la Défense
Pour commémorer la victoire sur l'Allemagne dans la Grande Guerre patriotique, j'ordonne un défilé des troupes de l'armée de terre, de la marine et de la garnison de Moscou, le Défilé de la Victoire, le 24 juin 1945, sur la Place Rouge à Moscou.
Les régiments combinés de tous les fronts, un régiment combiné du Commissariat du peuple à la Défense nationale, la marine soviétique, les académies et écoles militaires, ainsi que les troupes de la garnison et du district militaire de Moscou défileront au défilé.

Mon adjoint, le maréchal de l'Union soviétique Gueorgui Joukov, sera l'inspecteur du défilé. Le maréchal Constantin Rokossovski commandera le défilé lui-même. Je confie au colonel-général Pavel Artemiev la préparation et la supervision de l'organisation du défilé, en sa qualité de commandant général du district militaire de Moscou et de commandant de la garnison de la ville de Moscou.
Ceci a été précédé d'une autre lettre du général d'armée Alexeï Antonov, chef d'état-major général des forces armées soviétiques, adressée à tous les fronts participants présents le 24 du mois précédent.

### Entrainement
Des préparatifs intensifs pour le défilé se déroulèrent fin mai et début juin à Moscou. La répétition préliminaire du défilé de la Victoire eut lieu à l'aérodrome central, et la répétition générale sur la Place Rouge le 22 juin.
Les maréchaux Gueorgui Joukov, qui avait officiellement accepté la capitulation allemande face à l'Union soviétique, et Constantin Rokossovski, traversèrent le terrain de parade sur des étalons respectivement blanc et noir. Ce fait est commémoré par la statue équestre de Joukov érigée devant le Musée historique d'État, sur la place du Manège. L'étalon de Joukov s'appelait Кумир (« Koumir »), tandis que celui de Rokossovski s'appelait Столб (« Polonais »). Le secrétaire général du Parti communiste de l'Union soviétique, Joseph Staline, se tenait au sommet du mausolée de Lénine et observait le défilé aux côtés des autres dignitaires présents.
Selon certaines éditions des mémoires de Joukov, Staline avait prévu de traverser lui-même le défilé, mais il tomba de cheval pendant la répétition et dut céder la place à Joukov, ancien officier de cavalerie. Cependant, cette histoire est contestée par l'ancien espion soviétique Viktor Souvorov. Il affirme que cette histoire a été insérée dans les mémoires de Joukov pour contrer sa théorie (bien qu'elle ait apparemment circulé plus tôt) selon laquelle Staline n'aurait pas mené le défilé, estimant que les résultats de la guerre ne méritaient pas les efforts investis. Souvorov relève plusieurs incohérences dans l'histoire, ainsi que de nombreux éléments prouvant que Joukov était dès le départ destiné à diriger le défilé ; par exemple, les mémoires de Sergueï Chtemenko, alors responsable de la préparation du défilé, affirment que les rôles étaient déterminés dès le départ, et Igor Bobylev (qui participa aux préparatifs) affirme que cette histoire n'a jamais eu lieu et que Staline n'a jamais visité le Manège à cette époque. Un autre élément prévu du défilé était la marche de la bannière de la Victoire, livrée à Moscou depuis Berlin le 20 juin et censée ouvrir le défilé des troupes. Malgré cela, le manque d'entraînement de Mikhaïl Iégorov, Méliton Kantaria et Stepan Neustroev contraignit le maréchal Joukov à renoncer à cette partie du défilé.

## Déroulement

### Résumé
La présentation des véhicules de l'Armée rouge fut l'un des moments forts de la cérémonie. Ce fut l'une des rares fois où les Cosaques prirent part à un défilé de la victoire, avec des membres du 4e Corps de cavalerie des Cosaques de la Garde prenant part au défilé des troupes au sein du régiment combiné du 2e Front ukrainien. L'un des moments les plus marquants de la fin du défilé fut celui où des soldats de la Division opérationnelle séparée du NKVD portèrent les étendards allemands et les jetèrent près du mausolée. L'un des étendards ainsi jetés appartenait à la "1re division SS Leibstandarte SS Adolf Hitler", la garde personnelle d'Hitler.
Le lendemain, une réception fut organisée au Grand Palais du Kremlin en l'honneur des participants au défilé de la victoire. En raison du mauvais temps ce jour-là, le défilé aérien et le défilé civil prévus furent annulés. Néanmoins, ce défilé de deux heures reste le défilé militaire le plus long et le plus important de l'histoire de la Place Rouge, et a impliqué 40 000 soldats et 1 850 véhicules militaires et autre matériel militaire.

### Musique
Le cortège était accompagné musicalement par les fanfares de la garnison de Moscou, dirigées par le général de division Semyon Tchernetski, directeur musical principal. La fanfare était composée de 38 fanfares militaires provenant des écoles militaires de Moscou, ainsi que d'unités militaires de l'Armée rouge et du NKVD. Elle comptait 1 220 musiciens sous la direction de 50 chefs de musique. Au total, le défilé a vu la participation de 1 313 musiciens, dont le plus jeune avait 13 ans.
Le répertoire du défilé fut finalisé pour approbation le 5 juin 1945. La liste définitive comprenait 36 morceaux, dont l'hymne soviétique, des fanfares et des marches lentes. Vingt œuvres interprétées lors du défilé furent composées par Tchernetski lui-même. La partie inspection du défilé a commencé avec la marche lente du jubilé de Tchernetsky « 25 ans de l'Armée rouge » et s'est terminée avec la représentation de Slavsya. Le premier chant après la fin de l'inspection fut la fanfare d'apparat de Moscou, sous la direction du chef d'orchestre Vassili Agapkine. Le défilé fut ouvert par les jeunes tambours du Corps des tambours de l'École de musique de Moscou, vêtus d'uniformes similaires à ceux de l'École militaire Souvorov de Moscou, et menés par un chef de musique. Après leur passage, ils prirent rapidement place derrière les fanfares pour apporter un soutien supplémentaire. Le défilé s'acheva par la marche « Gloire à la Patrie ». Parmi les autres marches, on compte la marche des chasseurs, la marche du 92e régiment de Petchersk, la marche des divisions de la garde de Leningrad, la marche « Joie de la victoire » et la marche « Héros ».

## Participants
- Maréchal de l'Union soviétique Gueorgui Joukov (inspecteur du défilé)
- Maréchal de l'Union soviétique Constantin Rokossovski (commandant du défilé)
  - Musiques militaires
  - Musiques militaires du district militaire de Moscou
    - Chef d'orchestre : Général de division Semyon Tchernetski, directeur musical principal de l'Orchestre militaire central du Commissariat du peuple à la Défense nationale
    - École de musique militaire A. Surovov de Moscou, Corps des tambours

### Colonne terrestre
- Fronts de l'armée de terre, de la marine, de l'armée de l'air et des forces de défense aérienne soviétiques, composés de :
  - Officiers et personnels des troupes terrestres et aériennes des fronts suivants :
    - Carélien - dirigé par les commandants de régiment, le général de division Grigori Kalinovsky et le maréchal Kirill Meretskov
    - Léningrad - dirigé par les commandants de régiment, le général de division Andreï Stuchenko et le maréchal Leonid Govorov
    - 1er front balte - dirigé par les commandants de régiment, le lieutenant-général Anton Lopatin et le général d'armée Ivan Bagramyan
    - 1er front biélorusse - dirigé par les commandants de régiment, le général de division Ivan Rosly et le colonel-général Vasili Tchouïkov
    - 2e front biélorusse - dirigé par les commandants de régiment, le lieutenant-général Konstantin Erastov et le général d'armée Vassili Sokolovski
    - 3e front biélorusse - dirigé par le commandant de régiment, le maréchal Alexandre Vassilievski
    - 1re compagnie de gardes d'honneur de l'armée polonaise, dirigée par le chef d'état-major général de l'armée, le général Władysław Korczyc (seul détachement d'armée étrangère invité au défilé)
    - 1re division ukrainienne - dirigée par les commandants de régiment, le général de division Gleb Baklanov et le maréchal Ivan Konev
    - 4e division ukrainienne - dirigée par les commandants de régiment, le lieutenant-général Andreï Bondarev et le maréchal Fiodor Tolboukhine
    - 2e division ukrainienne - dirigée par les commandants de régiment, le lieutenant-général Ivan Afonine et le général d'armée Andreï Eremenko
    - 3e division ukrainienne - dirigée par les commandants de régiment, le général de division Nikolaï Biryukov et le maréchal Rodion Malinovski, et le commandant de la 1re armée bulgare, le lieutenant-général Vladimir Stoychev

  - Personnel de la flotte, de l'armée de terre et de l'air de la marine soviétique, sous le commandement du vice-amiral Vladimir Fadeev, commandant du contingent de la marine
    - Flotte du Nord
    - Flotte de la Baltique
    - Flottille du Dniepr
    - Flottille du Danube
    - Flottille de la Caspienne
    - Flotte de la mer Noire
    - Infanterie de marine
    - Forces côtières (y compris l'artillerie navale)

  - Bataillon interarmées du Corps des cadets, M.V. Collège naval Frounze et Académie du génie naval
  - Régiment de neutralisation des drapeaux de la 1re division des troupes intérieures du NKVD de l'URSS « Félix Dzerjinski », composé d'étendards et de drapeaux ennemis capturés, portés par les fronts.
  - Le général de division Mikhaïl Duka fut chargé de porter la clé symbolique de la défaite de Berlin[10].
- District militaire de Moscou, contingent des forces armées de l'Union soviétique sous le commandement du colonel général Pavel Artemiev, commandant de garnison et de district.
  - Écoles et académies militaires, Division interarmées combinée
    - Officiers et autres grades du Commissariat du peuple à la Défense
    - Académie militaire M. V. Frounze
    - École militaire Souvorov
    - École de service des troupes blindées militaires
    - Académie du génie militaire
    - École d'artillerie militaire F. Dzerjinski
    - Académie militaro-politique Lénine
    - Académie du génie de l'armée de l'air
    - École supérieure de protection des frontières soviétiques de la ville de Moscou
    - École d'infanterie militaire de Moscou
    - École de formation aux mortiers de la garde
    - Aspirant-officier des troupes aéroportées École
    - École des officiers des forces techniques

  - Unités d'infanterie
    - Régiment du Kremlin
    - OMSDON 1re Division de fusiliers mécanisés des troupes intérieures du NKVD (missions spéciales) « Félix Dzerjinski »
    - 2e Division des troupes intérieures du NKVD
    - Service de protection et de sécurité des frontières du NKVD
    - Unités canines (génie, troupes médicales, antichar)

### Colonne montée
- Régiments de cavalerie de l'armée dans la région de Mosco
  - Artillerie à cheval de l'armée
    - M1927
    - M1909
    - Obusier de 152 mm M1909/30
    - Obusier de 122 mm M1910/30 (également utilisé par l'artillerie régulière)

  - Bataillon Tachanka

### Colonne mobile
- Forces de défense aérienne soviétiques
  - Canons antiaériens (remorqués et montés sur camion)
  - 72-K
  - 61-K
  - 52-K
  - Camions-projecteurs
  - Télémètres acoustiques

- Forces de missiles de l'armée et artillerie de campagne
  - Mortiers
  - Mortier de 160 mm M1943
  - Mortier 120-PM-43
- Canons de campagne
  - Canon divisionnaire de 76 mm M1942 (ZiS-3)
  - Canon de campagne de 100 mm M1944 (BS-3)
  - Canon divisionnaire de 76 mm M1936 (F-22)
  - Canon régimentaire de 76 mm M1943
  - Canon divisionnaire de 85 mm D-44
- Canons antichars
  - 53-K
  - M-42
  - ZiS-2
- Canons de montagne
  - Canon de montagne de 76 mm M1938 (également utilisé par les troupes aéroportées)
- Lance-roquettes Katioucha des Forces de missiles de l'armée et Artillerie
  - BM-8
  - BM-13
  - BM-30/BM-31
- Obusiers
  - D-1
  - M-10
  - ML-20
  - M-30
  - B-4
  - A-19
  - Canon de 152 mm M1935 (Br-2)
  - Obusier de 203 mm M1931 (B-4)
  - Obusier de 122 mm M1910/30
- Infanterie - régiment interarmées de formations d'infanterie motorisée
  - Motos Dniepr M-72
  - Voitures blindées BA-64
  - BA-20
- Forces aéroportées
- Contingent des forces blindées
  - T-34
  - IS-2
  - T-44
  - T-70
- Artillerie - Contingent d'artillerie automotrice
  - SU-76
  - SU-100
  - SU-152
  - ISU-152
  - ISU-122
  - SU-85
  - SU-122